# Мирное (Челябинская область)
Мирное — село в Брединском районе Челябинской области России. Входит в состав Брединского сельского поселения.

## География
Расположено в центральной части района, на берегу реки Синташты. Рядом расположено Брединское водохранилище на этой же реке. Расстояние до районного центра посёлка Бреды 5 км.
Уличная сеть
- Кооперативная улица,
- улица Ленина,
- улица Мира,
- Новая улица,
- Пионерская улица,
- улица Пушкина,
- Речная улица,
- Степная улица,
- улица Труда.
- улица Чехова
- Школьная улица

## История
Село официально появилось в 1957 г. при молочно-товарной ферме колхоза им. Сталина, действовавшего с 1930 года (центральная усадьба в Бредах).

## Население
| 2002 | 2010 | 2021 |
| ---- | ---- | ---- |
| 715  | ↘555 | ↘516 |

Историческая численность населения: в 1983—614, в 1995—877.

## Инфраструктура
- Дом культуры,
- библиотека,
- детский сад,
- основная школа.

## Транспорт
Стоит на региональной автодороге 75К-009 Кизильское — Бреды — Мариинский — граница с Казахстаном.